# Songs of a Lost World
Songs of a Lost World ist das vierzehnte Studioalbum der englischen Rockband The Cure, das am 1. November 2024 erschien. Es ist das erste Studioalbum der Band seit 16 Jahren, nach dem Album 4:13 Dream aus dem Jahr 2008. Alle Stücke wurden erstmals seit dem 1985er Album The Head on the Door ausschließlich von Sänger und Gitarrist Robert Smith komponiert. Zudem ist es das erste Studioalbum mit dem Gitarristen Reeves Gabrels.

## Hintergrund und Entstehung
Die Arbeiten an Songs of a Lost World zogen sich über mehrere Jahre hin. Ein Großteil der Aufnahmen wurde bereits 2019 abgeschlossen. Es ist das erste vollständige Album mit Reeves Gabrels, der 2012 festes Mitglied der Band wurde, und markiert die Rückkehr des Keyboarders Roger O’Donnell, der 2011 nach einer sechsjährigen Pause zur Band stieß. Fünf der Songs, darunter Alone, wurden bereits während der Shows of a Lost World-Tour 2022 und 2023 live präsentiert. Multi-Instrumentalist Perry Bamonte, der 2022 für die Tour zur Band zurückkehrte, ist auf dem Album nicht zu hören, da die meisten Aufnahmen vor seiner Rückkehr abgeschlossen wurden.
Robert Smith schrieb, komponierte und arrangierte alle Lieder des Albums. Bei der Entstehung von Alone fand er Inspiration im Gedicht Dregs von Ernest Dowson. I Can Never Say Goodbye wurde nach dem Tod von Smiths Bruder geschrieben und beschreibt seinen persönlichen Trauerprozess. Endsong wurde von einer sternenklaren Nacht inspiriert, die Smith an die Mondlandung von Apollo 11 im Jahr 1969 erinnerte, die er mit seinem Vater beobachtete.

## Veröffentlichung und Formate
Auf Wunsch von Robert Smith wurde das Album unmittelbar nach Halloween, am 1. November 2024, veröffentlicht. Es erschien in verschiedenen Formaten, darunter mehrere Vinyl-Editionen, auf Kassette sowie eine Standard-CD- sowie eine Deluxe-Edition mit Instrumentalversionen aller acht Songs und Hi-Res-Stereo- und Dolby-Atmos-Mixen. Darüber hinaus gibt es den Teil des Release-Konzertes im Londoner "London Troxy MMXXIV", in dem das Album in Gänze gespielt wurde, als eigenständiges Release oder zusammen mit dem Studioalbum.
Digital wurden die Songs Alone und A Fragile Thing als Single ausgekoppelt. Der Song A Fragile Thing wurde physisch als 7" Single veröffentlicht, die zwei neue Mixes enthält.

## Rezeption
Songs of a Lost World erhielt überwiegend positive Kritiken. Besonders hervorgehoben wurden die Texte, der düstere Klang und Smiths Gesang. Es wurde in etliche Best-of-2024-Listen aufgenommen.

## Titelliste
1. Alone – 6:50
2. And Nothing is Forever – 6:53
3. A Fragile Thing – 4:43
4. Warsong – 4:17
5. Drone:Nodrone – 4:47
6. I Can Never Say Goodbye – 6:03
7. All I ever am – 5:21
8. Endsong – 10:25

## Promotion und Tour
Die Veröffentlichung des Albums wurde am 26. September 2024 mit der Single "Alone" und einer speziellen Website angekündigt. Die zweite Single, "A Fragile Thing", folgte am 9. Oktober 2024. Am 31. Oktober spielte die Band ein Konzert im BBC Radio Theatre, das auf BBC Radio 2 und BBC Radio 6 Music übertragen wurde. Am 1. November 2024 fand ein weltweites Streaming-Konzert im Troxy in London statt. Robert Smith kündigte zudem eine Tour zur Unterstützung des Albums für den Herbst 2025 an.

## Kommerzieller Erfolg
Songs of a Lost World erreichte Platz eins in mehreren Ländern, darunter Deutschland, Frankreich, die Schweiz und Großbritannien. In den USA debütierte es auf Platz vier der Billboard 200, die höchste Platzierung der Band seit Wish. 

### Chartplatzierungen
| ChartsChartplatzierungen       | Höchstplatzierung | Wochen |
| ------------------------------ | ----------------- | ------ |
| Deutschland (GfK)              | 1 (17 Wo.)        | 17     |
| Österreich (Ö3)                | 1 (12 Wo.)        | 12     |
| Schweiz (IFPI)                 | 1 (16 Wo.)        | 16     |
| Vereinigte Staaten (Billboard) | 4 (2 Wo.)         | 2      |
| Vereinigtes Königreich (OCC)   | 1 (10 Wo.)        | 10     |

| ChartsJahrescharts (2024) | Platzierung |
| ------------------------- | ----------- |
| Deutschland (GfK)         | 20          |
| Österreich (Ö3)           | 45          |
| Schweiz (IFPI)            | 15          |

### Auszeichnungen für Musikverkäufe
| Land/Region                  | Auszeichnungen für Musikverkäufe (Land/Region, Auszeichnung, Verkäufe) | Verkäufe |
| ---------------------------- | ---------------------------------------------------------------------- | -------- |
| Frankreich (SNEP)            | Gold                                                                   | 50.000   |
| Italien (FIMI)               | Gold                                                                   | 25.000   |
| Polen (ZPAV)                 | Gold                                                                   | 15.000   |
| Vereinigtes Königreich (BPI) | Gold                                                                   | 100.000  |
| Insgesamt                    | 4× Gold ·                                                              | 190.000  |